# Monument (album)
Monument är gruppen Hansson & Karlssons debutalbum. Det gavs ut 1967.

## Låtlista
1. "Richard Lionheart" - 4:17
2. "Triplets" - 4:54
3. "Tax Free" - 7:17
4. "February" - 7:16
5. "Collage" - 8:52
6. "H.K Theme" - 2:54